# زارینگ (آیووا)
زارینگ (به انگلیسی: Zearing) شهری در ایالت آیووا کشور ایالات متحده آمریکا است که جمعیت آن در سرشماری سال ۲۰۱۰ میلادی، ۵۵۴ نفر بوده‌است.